# Pokrovsk
Pokrovsk este un oraș din Ucraina.

## Istorie
În august 2024, în timpul invaziei Rusiei în Ucraina armata rusă s-a apropiat de periferia orașului.